# Інсигнії

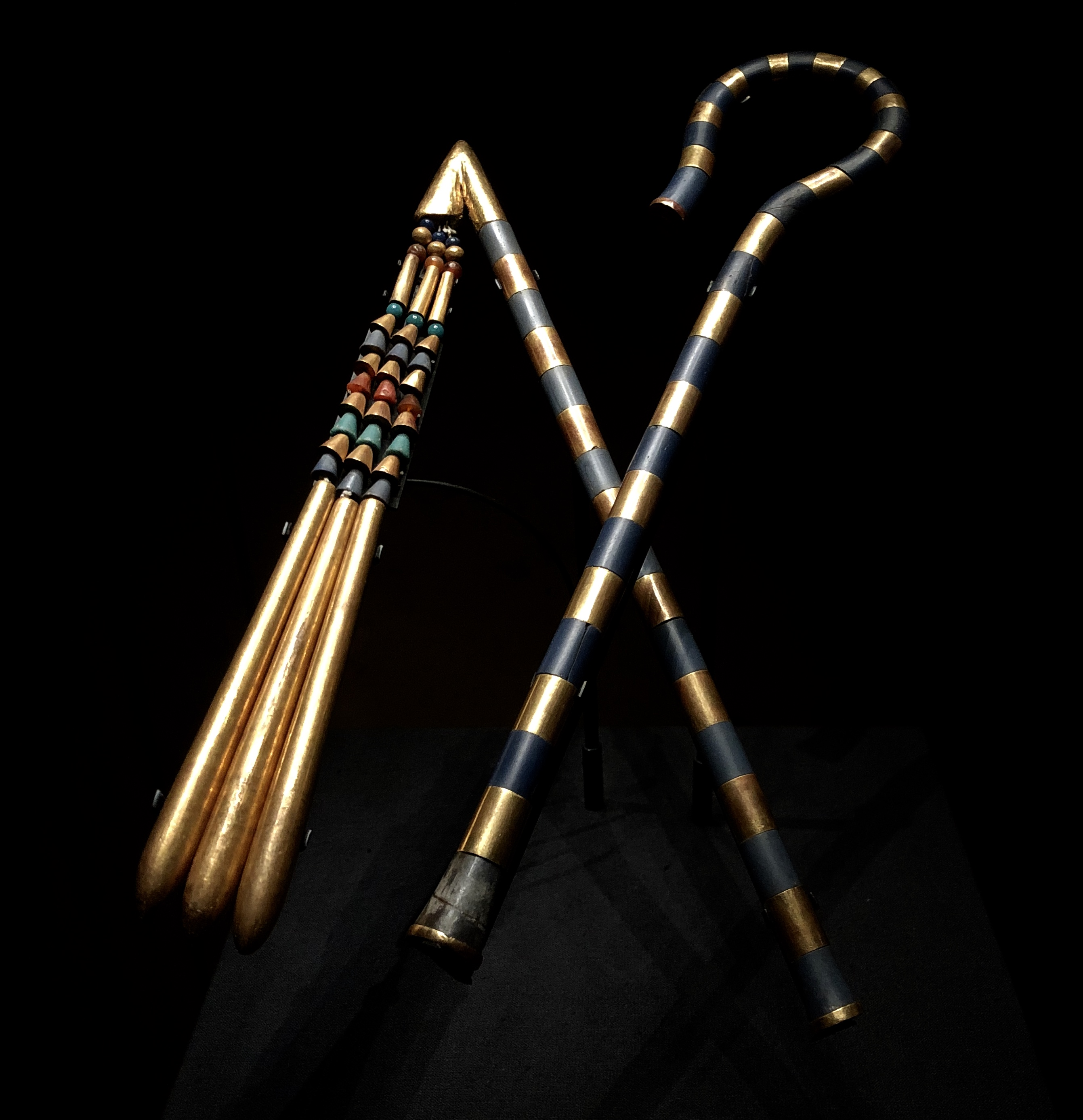
Ґирлиґа і ціп фараона Тутанхамона, XIV ст. до н. е.

Інси́гнії (лат. insignia, множина від insigne — «знак, символ») — найчастіше дорогоцінні предмети, що є ознаками влади (атрибутами державності), гідності, спеціальної відзнаки. Близьким за значенням терміном є клейноди.
Інсиґнії були відомі ще за часів єгипетських фараонів (ґирлиґа і ціп).
Інсигнії римських імператорів, запозичені, як припускають, у етрусків, складалися з золотої корони, крісла слонової кістки і 12 лікторів, що супроводжували монархів. Ці інсиґнії збереглися і в Римській республіці, й були знаками розрізнення консулів та інших вищих магістратів.
Інсигнії імператорів Священної Римської імперії представляли повний комплект верхного і нижного одягу: широка стола, пояс, панчохи, сандалі і рукавички, корона, скіпетр і держава; сюди належали також 3 меча, скриня мощей і Євангеліє. Окремі частини священно-римських інсиґній відносяться до різних часів, виткані і вишиті частини — робота сицилійських сарацинів, як, наприклад, чудова мантія 1133 року. У 1424 році інсиґнії віддані у вічне зберігання місту Нюрнбергу; з початку XX століття вони зберігалися у Відні.
Інсигніями також називають зовнішні відзнаки всіляких Орденів, релігійних та інших організацій, що претендують на якесь (найчастіше на «таємне») значення та місію.